# Madrid Challenge by La Vuelta 2016
La 2.ª edición de la Madrid Challenge by La Vuelta se celebró entre el 11 de septiembre de 2016 como preámbulo a la última etapa de la Vuelta a España 2016 con 15 giros a un circuito urbano de 5,8 km en la ciudad de Madrid con una distancia total recorrida de 87 km.
La carrera hizo parte del UCI WorldTour Femenino 2016 como competencia de categoría 1.WWT del calendario ciclístico de máximo nivel mundial siendo la última carrera de dicho circuito y fue ganada por la ciclista belga Jolien D'Hoore del equipo Wiggle High5. El podio lo completaron la ciclista australiana Chloe Hosking del equipo Wiggle High5 y la ciclista italiana Marta Bastianelli del equipo Alé Cipollini.

## Equipos
Tomaron parte en la carrera un total de 19 equipos invitados por la organización de los cuales 18 correspondieron a equipos de categoría UCI Team Femenino y la selección nacional de España.
| Equipos femeninos (18)- Lensworld-Zannata - Alé Cipollini - Lares-Waowdeals Women - Liv-Plantur - Lointek - Hitec Products - Topsport Vlaanderen-Etixx - BTC City Ljubljana - Boels Dolmans - Orica-AIS - Parkhotel Valkenburg - Cylance - BePink - Lotto Soudal Ladies - Bizkaia-Durango - Weber Shimano Ladies Power - Poitou-Charentes.Futuroscope.86 - Wiggle High5 Equipo nacional- España |
| |

## Clasificaciones finales
Las clasificaciones finalizaron de la siguiente forma:

### Clasificación general
| \| Clasificación general \| Clasificación general \| Clasificación general \| Clasificación general \| Clasificación general \| \| Ciclista \| Ciclista \| Equipo \| Tiempo \| \| \| --------------------- \| ------------------------- \| ------------------------------- \| --------------------- \| --------------------- \| \| 1.ª \| Jolien D'Hoore \| Wiggle High5 \| 2 h 01 min 01 s \| \| \| 2.ª \| Chloe Hosking \| Wiggle High5 \| + 0 s \| \| \| 3.ª \| Marta Bastianelli \| Alé Cipollini \| + 0 s \| \| \| 4.ª \| Chantal Blaak \| Boels Dolmans \| + 0 s \| \| \| 5.ª \| Maria Giulia Confalonieri \| Lensworld-Zannata \| + 0 s \| \| \| 6.ª \| Carmen Small \| Cylance \| + 0 s \| \| \| 7.ª \| Monique van de Ree \| Lares-Waowdeals Women \| + 0 s \| \| \| 8.ª \| Eugenia Bujak \| BTC City Ljubljana \| + 0 s \| \| \| 9.ª \| Roxane Fournier \| Poitou-Charentes.Futuroscope.86 \| + 0 s \| \| \| 10.ª \| Emilie Moberg \| Hitec Products \| + 0 s \| \| |                           |                                 |                 |
| |                           |                                 |                 |
| |                           |                                 |                 |
| Clasificación general |                           |                                 |                 |
| Ciclista | Ciclista                  | Equipo                          | Tiempo          |
| 1.ª | Jolien D'Hoore            | Wiggle High5                    | 2 h 01 min 01 s |
| 2.ª | Chloe Hosking             | Wiggle High5                    | + 0 s           |
| 3.ª | Marta Bastianelli         | Alé Cipollini                   | + 0 s           |
| 4.ª | Chantal Blaak             | Boels Dolmans                   | + 0 s           |
| 5.ª | Maria Giulia Confalonieri | Lensworld-Zannata               | + 0 s           |
| 6.ª | Carmen Small              | Cylance                         | + 0 s           |
| 7.ª | Monique van de Ree        | Lares-Waowdeals Women           | + 0 s           |
| 8.ª | Eugenia Bujak             | BTC City Ljubljana              | + 0 s           |
| 9.ª | Roxane Fournier           | Poitou-Charentes.Futuroscope.86 | + 0 s           |
| 10.ª | Emilie Moberg             | Hitec Products                  | + 0 s           |

## UCI WorldTour Femenino
La Madrid Challenge by La Vuelta otorga puntos para el UCI WorldTour Femenino 2016, incluyendo a todas las corredoras de los equipos en las categorías UCI Team Femenino. Las siguientes tablas muestran el baremo de puntuación y las 10 corredoras que obtuvieron más puntos:
| Posición   | 1.ª | 2.ª | 3.ª | 4.ª | 5.ª | 6.ª | 7.ª | 8.ª | 9.ª | 10.ª | 11.ª | 12.ª | 13.ª | 14.ª | 15.ª | 16.ª | 17.ª | 18.ª | 19.ª | 20.ª |
| Puntuación | 120 | 100 | 85  | 70  | 60  | 50  | 40  | 35  | 30  | 25   | 20   | 18   | 16   | 14   | 12   | 10   | 8    | 6    | 4    | 2    |

| 1.ª  | Jolien D'Hoore            | Wiggle High5                    | 120 |
| 2.ª  | Chloe Hosking             | Wiggle High5                    | 100 |
| 3.ª  | Marta Bastianelli         | Alé Cipollini                   | 85  |
| 4.ª  | Chantal Blaak             | Boels Dolmans                   | 70  |
| 5.ª  | Maria Giulia Confalonieri | Lensworld-Zannata               | 60  |
| 6.ª  | Carmen Small              | Cylance                         | 50  |
| 7.ª  | Monique van de Ree        | Lares-Waowdeals Women           | 40  |
| 8.ª  | Eugenia Bujak             | BTC City Ljubljana              | 35  |
| 9.ª  | Roxane Fournier           | Poitou-Charentes.Futuroscope.86 | 30  |
| 10.ª | Emilie Moberg             | Hitec Products                  | 25  |